# Stefan Karge
Stefan Karge, né en 1963, est un astronome amateur allemand.

## Biographie
Le Centre des planètes mineures le crédite de la découverte de soixante-et-un astéroïdes, effectuée entre 2007 et 2011, en partie avec la collaboration de Rainer Kling, Erwin Schwab et Ute Zimmer.
L'astéroïde (378917) Stefankarge lui a été dédié.

## Astéroïdes découverts
| (189398) Soemmerring    | 7 mai 2008        |
| (221917) Opitès         | 26 septembre 2008 |
| (225250) Georgfranziska | 30 août 2009      |
| (241136) Sandstede      | 25 août 2007      |
| (243109) Hansludwig     | 12 septembre 2007 |
| (243440) Colonia        | 17 mars 2009      |
| (251595) Rudolfböttger  | 20 avril 2009     |
| (274020) Skywalker      | 12 septembre 2007 |
| (278141) Tatooine       | 15 février 2007   |
| (293809) Zugspitze      | 15 septembre 2007 |
| (293909) Matterhorn     | 16 septembre 2007 |
| (295565) Hannover       | 27 septembre 2008 |
| (343444) Halluzinelle   | 7 mars 2010       |
| (367436) Sienne         | 27 septembre 2008 |
| (369297) Nazca          | 23 septembre 2009 |